# Динамо (Кременчук)
«Динамо» — український радянський футбольний клуб із Кременчука. В 1930-1940-х роках команда брала участь у розіграшах Всеукраїнської першості спортивного товариства «Динамо», Чемпіонату та Кубка Полтавської області, вигравши перший в історії його фінал у кременчуцького «Спартака» з рахунком 3:2.

## Стадіон
Команда «Динамо» грала на Міському стадіоні, який перед початком Німецько-радянської війни отримав назву «Динамо», а на початку 1950-х років був перейменований на «Спартак» (пізніші назви: «Дніпро», «Кредмаш»).

## Досягнення
Кубок Полтавської області
- Володар (1): 1939
- Фіналіст (1): 1940